# Hedegård (Vejle Kommune)
 For alternative betydninger, se Hedegård. (Se også artikler, som begynder med Hedegård)
Hedegård er en landsby beliggende to kilometer vest for Give i Vejle Kommune.